# Zynga
Zynga é uma desenvolvedora estadunidense de jogos casuais localizada na cidade de São Francisco, Califórnia. A empresa desenvolve jogos on-line como aplicativos de redes sociais, como o Facebook.
A empresa possui cerca 92% do seu faturamento de seus jogos pela rede social Facebook. a Zynga fechou um de seus maiores jogos como CityVille e The Ville, o jogo CityVille perdeu milhões de usuários fazendo com que, o jogo fosse retirado e a empresa demitisse o resto dos funcionários. Em 2012 empresa Vostu foi acusada pela Zynga por plágio de seus jogos, como: Café Mania, Mega City, e Vostu Poker.
Em Janeiro de 2022 Zynga foi adquirida pela Take Two Interactive por US$ 11,04 bilhões. 

## Jogos
- Attack!
- Ayakashi: Ghost Guild
- Blackjack
- Café World
- CastleVille
- CityVille
- Dope Wars
- Dragon Wars
- Empires & Allies
- FarmVille
- Fashion Wars
- FishVille
- Football
- Friend Factory
- Gang Wars
- Ghost Racer
- Guild of Heroes
- Heroes vs. Villains
- Live Poker
- Mafia Wars
- My Heroes Ability
- Pathwords
- PetVille
- Pirates: Rule the Caribbean!
- Prison Lockdown
- Roller Coaster Kingdom
- Space Wars
- Scramble
- Scramble Live
- Sea Wars
- Slayers / Vampires / Werewolves / Zombies
- Special Forces
- Street Racing
- Sudoku
- Texas Hold'Em
- Triumph
- The Ville
- Vampire Wars
- Word Twist
- YoVille

## Polêmicas
- Em Outubro de 2019 (no primeiro dia), alguns usuários receberam e-mail da Zynga informando que seus dados pessoais podem ter sido obtidos por hackers em um ataque ocorrido em 31/08/2019, dados como: nome, endereço de e-mail, número de telefone, ID das redes sociais, localização, data de nascimento e até senhas.[3]